# Дика штучка
«Дика штучка» — комедійна стрічка про дівчину, яка викрала успішного банкіра, бо той не розрахувався в кафе.

## Сюжет
Незнайомка звинувачує успішного банкіра Чарльза Дріггса, що той не заплатив за сніданок у кафе. Після суперечки двоє сідають у машину та вирушають у Пенсильванію. У вирі подій, які траплялися по дорозі, Чарльз розуміє, що закохався в Лулу.
На вечірці випускників з'являється колишній чоловік Лулу. Між Реєм і Чарльзом відбувається бійка. Приїжджає поліція, в метушні жінка зникає з виду. Рей намагається знайти її усюди і йому вдається її зустріти біля того ж самого кафе, де вони познайомились.

## У ролях
| Актор          | Роль                 |
| -------------- | -------------------- |
| Мелані Гріффіт | Одрі Ганкель / Лулу  |
| Джефф Деніелс  | Чарльз Дріггс        |
| Рей Ліотта     | Рей Сінклер          |
| Чарльз Неп'єр  | розгніваний шеф      |
| Джон Вотерс    | продавець машин      |
| Маргарет Колін | Айрін                |
| Джек Гілпін    | Ларрі Діллмен        |
| Су Тіш         | батько Пеггі Діллмен |
| Адель Луц      | Роуз                 |
| Роберт Ріджелі | Річард Грейвс        |
| Джон Сейлс     | поліцейський         |
| Трейсі Волтер  | зброєносець          |

## Створення фільму

### Виробництво
Зйомки фільму проходили в Флориді, Нью-Джерсі, Нью-Йорку та Пенсільванії.

### Знімальна група
- Кінорежисер — Джонатан Деммі
- Сценарист — Е. Макс Фрай
- Кінопродюсери — Джонатан Деммі, Кеннет Утт
- Композитори — Лорі Андерсон, Джон Кейл
- Кінооператор — Так Фудзімото
- Кіномонтаж — Крейг Мак-Кей
- Художник-постановник — Норма Морісо
- Артдиректор — Стівен Дж. Лайнвівер
- Художник-декоратор — Вілльям Ф. Рейнольдс
- Художник по костюмах — Норма Морісо
- Підбір акторів — Ріса Бремон Гарсія, Біллі Гопкінс[2].

## Сприйняття

### Критика
Фільм отримав позитивні відгуки. На сайті Rotten Tomatoes оцінка стрічки становить 88 % на основі 34 відгуки від критиків (середня оцінка 7,3/10) і 68 % від глядачів із середньою оцінкою 3,3/5 (6 428 голосів). Фільму зарахований «стиглий помідор» від кінокритиків та «попкорн» від глядачів, Internet Movie Database — 6,9/10 (13 346 голосів), Metacritic — 73/100 (14 відгуків критиків) і 8,9/10 від глядачів (27 голосів).

### Номінації та нагороди
| Нагороди та номінації фільму «Дика штучка» | Нагороди та номінації фільму «Дика штучка»      | Нагороди та номінації фільму «Дика штучка»  | Нагороди та номінації фільму «Дика штучка» | Нагороди та номінації фільму «Дика штучка» | Нагороди та номінації фільму «Дика штучка» |
| Рік                                        | Кінофестиваль/кінопремія                        | Категорія/нагорода                          | Номінант                                   | Результат                                  |                                            |
| ------------------------------------------ | ----------------------------------------------- | ------------------------------------------- | ------------------------------------------ | ------------------------------------------ | ------------------------------------------ |
| 1986                                       | Спільнота кінокритиків Нью-Йорка                | Найкраща чоловіча роль другого плану        | Рей Ліотта                                 | Номінація                                  |                                            |
| 1987                                       | «Золотий глобус»                                | Найкраща жіноча роль (комедія або мюзикл)   | Мелані Гріффіт                             | Номінація                                  |                                            |
| 1987                                       | «Золотий глобус»                                | Найкраща чоловіча роль (комедія або мюзикл) | Джефф Деніелс                              | Номінація                                  |                                            |
| 1987                                       | «Золотий глобус»                                | Найкраща чоловіча роль другого плану        | Рей Ліотта                                 | Номінація                                  |                                            |
| 1987                                       | Спілка кінокритиків Бостона                     | Найкращий актор другого плану               | Рей Ліотта                                 | Перемога                                   |                                            |
| 1987                                       | Американське товариство спеціалістів з кастингу | найкращий підбір акторів для кінокомедії    | Ріса Бремон Гарсія, Біллі Гопкінс          | Номінація                                  |                                            |
| 1987                                       | Премія Едгара Алана По                          | Найкращий кінофільм                         | Е. Макс Фрай                               | Перемога                                   |                                            |
| 1987                                       | Національна спілка кінокритиків США             | Найкращий актор другого плану               | Рей Ліотта                                 | Номінація                                  |                                            |